# Flavio Pirini
Flavio Pirini (25 dicembre 1964) è un cantautore e cabarettista italiano.

## Carriera
Flavio Pirini descrive la propria attività come "qualcosa di serio e scanzonato, o anche divertente e amaro". Oltre allo studio di registrazione, si è anche dedicato al lavoro dal vivo e in teatro, essendo autore e interprete di diversi spettacoli: Polittico - pretesti di protesta, A pezzi, Anni '10, Odio la domenica, Che bella Milano, Circa intorno quasi teatro canzone. Con Pasqualino Conti ha realizzato Showpero per la regia di Renato Sarti, mentre con Walter Leonardi è stato coautore di Fondamentalmente avevamo voglia di vederci e Coma Quando Fiori Piove.
A loro si aggiunge Mell Morcone, pianista e compositore jazz che da molti anni accompagna Pirini nei concerti e negli studi di registrazione. Insieme portano in scena La piccola storia di Alfredo Solitudine, libro illustrato di storie scritte dallo stesso Pirini. Attivi principalmente nella zona di Milano, hanno effettuato spettacoli in diverse città, tra cui Pavia, Sarzana e Trieste. Nel 2008 Pirini partecipa inoltre al Festival teatro canzone Giorgio Gaber, arrivando tra i finalisti.
Contemporaneamente al teatro, ha partecipato in ambito radiofonico, in veste di ospite ricorrente, al programma Caterpillar su Rai Radio 2.
Nel corso della sua carriera ha pubblicato 5 album, tra i quali 4 da solista e uno in collaborazione con Germano Lanzoni e Rafael Didoni.
Tra questi vi è il primo album Romancinismo, inciso assieme a Mell Morcone e pubblicato nel 2005 dalla Venus; dopodiché nel 2008 è la volta di A pezzi, pubblicato dalla Riverrecords; mentre nel 2014 viene pubblicato Canzoni di spessore, album dalle influenze blues e jazz con testi permeati di amara ironia e di non sense. L'opera è accolta positivamente dalla critica, che ne ha apprezzato le variegate influenze musicali e la scanzonata autoironia accompagnata dalla capacità di saper trattare anche temi politici impegnativi con leggerezza.
Nel 2022 si esibisce al Teatro della Contraddizione a Milano per un concerto di fine anno, accompagnato da Mell Morcone, Alessio Pacifico e Raffaele Romano.

## Discografia

### Album in studio
- 2005 – Romancinismo
- 2006 – Polittico - Pretesti di protesta
- 2008 – A pezzi
- 2013 – Trecital (con Germano Lanzoni e Rafael Didoni)
- 2014 – Canzoni di spessore
- 2020 – Senza mai parlare

### Singoli
- 2021 – La canzone leggendaria
- 2021 – Vecchie glorie

### Collaborazioni
- 2017 – Il bambino del 2000 (da Crapapelata 3 di AA.VV)